# Антоненко Віталій Тимофійович
Віталій Тимофійович Антоненко (14 листопада 1933, Водотиї — 11 квітня 2005, Київ) — український науковець в галузях патофізіології та імунології, доктор медичних наук (1969), професор (1974). Розробник біологічного стимулятора «Антисистемотонін» та медичного препарату «Резістин», дослідник широкого кола наукових питань.
Майже 25 років — керівник Центральної науково-дослідної лабораторії Київського державного інституту удосконалення лікарів (1972—1995). Учень професора Миколи Сиротиніна.

## Життєпис

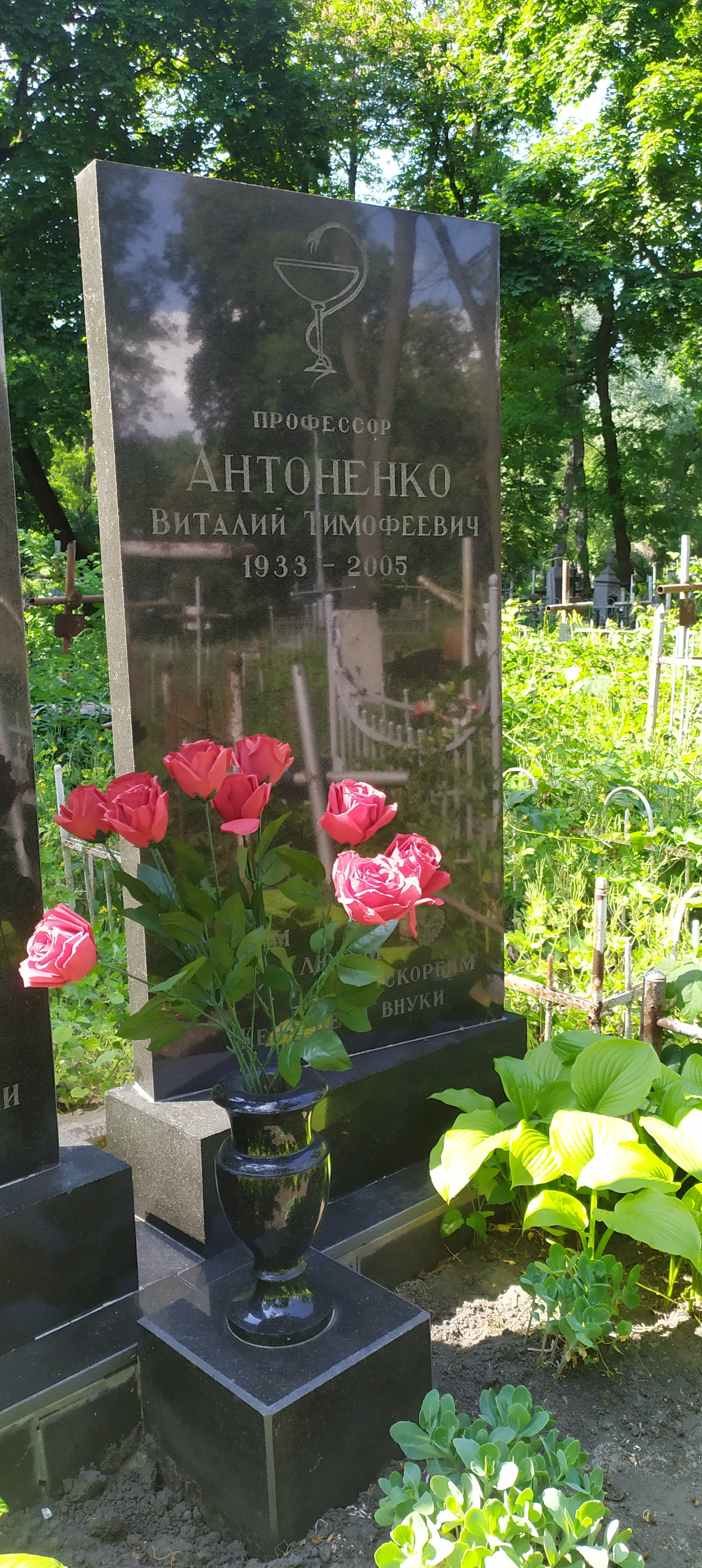
Могила Віталія Антоненка, Лук'янівське кладовище

Народився 14 листопада 1933-го року в селі Водотиї Житомирської області.
У 1959-му році з відзнакою закінчив Київський медичний інститут. Навчався в аспірантурі кафедри патологічної фізіології під керівництвом професора Миколи Сиротиніна, де, за результатами власних досліджень, в 1963-му році виконав кандидатську дисертацію на тему актуальних питань розвитку імунологічної толерантності до трансплантатів шкіри та кісткового мозку в порівняльно-патофізіологічному аспекті.
Відтоді ж — спочатку асистент, а з 1967-го року — доцент кафедри патофізіології медичного інституту. У цей період суміщував роботу в інституті з посадою завідувача лабораторії патофізіології та патології шкіри Науково-дослідного інституту туберкульозу і грудної хірургії імені академіка Ф. Г. Яновського.
В 1969-му році здобув науковий ступінь доктора медичних наук. Відтоді ж — керівник лабораторії патофізіології Науково-дослідного інституту гематології та переливання крові.
З 1972-го року — керівник заснованої ним Центральної науково-дослідної лабораторії (ЦНДЛ) Київського державного інституту удосконалення лікарів. Під керівництвом Віталія Антоненка ЦНДЛ співрацювала з великою кількістю науково-дослідних інститутів України та усього СРСР. В 1974-му році став одним із наймолодших професорів в СРСР.
Розробник біологічного стимулятора «Антисистемотонін», медичного препарату «Резістин», анти-Т-лімфоцитарного гамма-глобуліну. Автор теорії системно-антисистемної регуляції взаємодії в живій і неживій природі. Дослідник широкого кола наукових питань: гіпоксії, патологій серця, лімфоїдної системи, трансплантології тощо.
З посади керівника ЦНДЛ пішов у 1995-му році. Помер 11 квітня 2005-го року. Похований на Лук'янівському кладовищі.

## Науковий доробок (частковий)
- 1975 — «Подолання тканинної несумісності» (монографія)
- 1978 — «Життя в умовах низьких температур» (монографія)
- 1979 — «Патологическая физиология иммунных повреждений сердца» (монографія)
- 1983 — «Системно-антисистемная регуляция в норме и патологии» (монографія)
- 1993 — «Лимфоидная система как основа резистентности организма и ее роль в гуморальной регуляции лимфопептидами реактивности и резистентности» (стаття)
- 1996 — «Мысли и гипотезы Н. Н. Сиротинина в трудах его учеников — вклад в науку ХХІ века» (стаття)
- 1996 — «Низкомолекулярные лимфопептиды как основа специфической и неспецифической резистентности организма» (стаття)

### Запатентовані винаходи
- 1978 — спосіб моделювання інфаркту міокарда (у співавторстві)
- 1981 — спосіб отримання імуносупресивного фактора (разом із Зоєю Ліссовою)
- 1983 — спосіб прогнозування перебігу захворювання з аутоімунним компонентом у патогенезі (у співавторстві)
- 1985 — спосіб лікування гнійних ран (у співавторстві)